# 密儀宗教
密儀宗教（みつぎしゅうきょう、英: Mystery religions）は、秘密の儀礼（密儀）を旨とする宗教の総称。これらの宗教は、特に古代ギリシアや古代ローマなどにおいて隆盛したことで知られる。「密儀」とは「秘儀」のことである。

## 主な密儀宗教
- エレウシスの秘儀 [1]
- オルペウス教 [2]
- ミトラ教 [3]
- キリスト教